# John Wesley Harding
John Wesley Harding — восьмий студійний альбом американського автора-виконавця пісень Боба Ділана, виданий 27 грудня 1967 року лейблом Columbia Records.

## Про альбом
Дана платівка ознаменувала повернення Ділана до акустичного звучання й фолк-музики, характерних для його перших альбомів
John Wesley Harding був винятково позитивно прийнятий критиками й добре продавався, досягнувши 2-ї позиції в американських чартах і очоливши британські. Цікаво, що Ділан не дозволив лейблу активно просувати альбом. Менш ніж через три місяці після виходу альбом здобув золотий статус по класифікації RIAA. Незважаючи на те, що Ділан відмовився випускати будь-яку пісня як сингл, композиція «All Along the Watchtower» стала однією із найбільш популярних його пісень після того, як Джимі Хендрікс зробив її кавер-версію.

## Список композицій
Тривалість пісень вказана із ремастерінг-версій, презентованих 16 вересня 2003 та перевиданих 1 червня 2004 року. Тривалість оригінальних записів відрізняється. Усі пісні написані Бобом Діланом.
| Перша сторона | Перша сторона                                | Перша сторона |
| #             | Назва                                        | Тривалість    |
| ------------- | -------------------------------------------- | ------------- |
| 1.            | «John Wesley Harding»                        | 2:58          |
| 2.            | «As I Went Out One Morning»                  | 2:49          |
| 3.            | «I Dreamed I Saw St. Augustine»              | 3:53          |
| 4.            | «All Along the Watchtower»                   | 2:31          |
| 5.            | «The Ballad of Frankie Lee and Judas Priest» | 5:35          |
| 6.            | «Drifter's Escape»                           | 2:52          |

| Друга сторона | Друга сторона               | Друга сторона |
| #             | Назва                       | Тривалість    |
| ------------- | --------------------------- | ------------- |
| 1.            | «Dear Landlord»             | 3:16          |
| 2.            | «I Am a Lonesome Hobo»      | 3:19          |
| 3.            | «I Pity the Poor Immigrant» | 4:12          |
| 4.            | «The Wicked Messenger»      | 2:02          |
| 5.            | «Down Along the Cove»       | 2:23          |
| 6.            | «I'll Be Your Baby Tonight» | 2:34          |